# Renedo de la Vega
Renedo de la Vega – gmina w Hiszpanii, w prowincji Palencia, w Kastylii i León, o powierzchni 22,25 km². W 2011 roku gmina liczyła 214 mieszkańców.